# Godofredo de Villehardouin

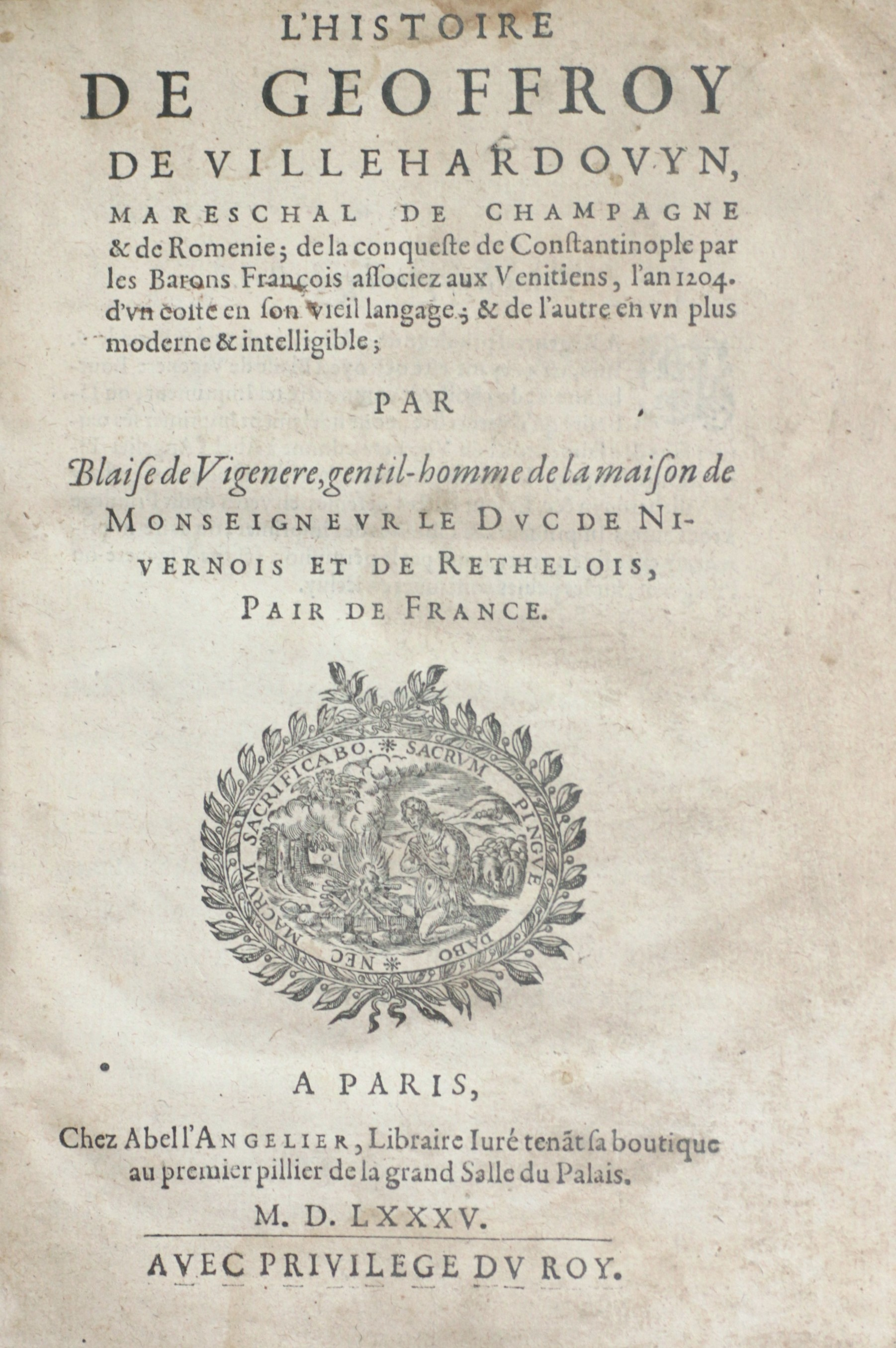
Edição do século XVI dA conquista de Constantinopla, crónica da Quarta Cruzada escrita por Godofredo de Villehardouin.

Godofredo de Villehardouin (em francês Geoffroi de Villehardouin) (c. 1150 - c. 1212) foi um cavaleiro francês, conhecido especialmente como cronista da Quarta Cruzada. 

## Vida
A família Villehardouin era originária da vila do mesmo nome (atualmente Val-d'Auzon) no Condado da Champanha, no norte da França. Nascido por volta de 1150, Godofredo foi apontado como marechal da Champanha em 1185, servindo como um dos colaboradores mais próximos dos condes.
Em 1200, durante a Quarta Cruzada, Godofredo foi um dos emissários enviados a Veneza para organizar o transporte dos cruzados ao norte da África. A dificuldade em reunir os recursos para a viagem levou o cruzados a acordos com os venezianos que resultaram na expedição contra Zadar (Dalmácia) e contra Constantinopla, capital do Império Bizantino. A conquista e saque de Constantinopla, em 1204, foi o acontecimento mais marcante da Quarta Cruzada e deu início ao chamado Império Latino (1204-1261). Godofredo foi nomeado marechal do novo Império. Aparentemente morreu ao redor de 1212, quando seu nome desaparece das fontes da época.

## Da conquista de Constantinopla
A única obra literária conhecida de Godofredo é Da conquista de Constantinopla (De la conquête de Constantinople). A obra, que narra os acontecimentos da Quarta Cruzada até setembro de 1207, é uma das principais fontes históricas contemporâneas dessa cruzada e da caída da cidade bizantina. É também uma das obras cronísticas mais antigas da língua francesa. De maneira geral, a cronologia e a descrição geral de eventos da Conquista é considerada bastante precisa pelos historiadores modernos, apesar de que algumas passagens revelam que o autor serviu-se da crónica para reforçar os aspectos positivos de sua participação nos acontecimentos.
A Conquista é contada em terceira pessoa e é narrada em um tom frio e distante. As exceções são umas poucas passagens escritas em tom mais pessoal, como a descrição da impressionante cidade de Constantinopla e a narração da tristeza dos cruzados ao abandonar seus lares na Europa. Godofredo descreve os cruzados latinos em muito melhores termos que os gregos bizantinos, retratados como violentos e traiçoeiros. Os cruzados, em contraste, são mostrados como justos e leais, e suas ações são guiadas pela divina providência. As vitórias são obtidas graças ao favor de Deus, enquanto que as derrotas são atribuídas ao pecado. O relato geral da Conquista, assim, é o de um grupo de leais guerreiros que lutam pela justiça, virtude e verdadeira fé cristã. Nesse sentido, o ethos da crônica é semelhante ao das canções de gesta francesas da época.
A obra de Godofredo foi relativamente popular na Idade Média, como demonstrado pela existência atualmente de seis manuscritos medievais da Conquista. A única obra comparável à de Godofredo é a de Roberto de Clari, um cavaleiro originário da Picardia que também escreveu uma narração da Quarta Cruzada. A comparação entre ambas obras é muito interessante porque, enquanto Godofredo escreveu desde uma perspectiva próxima à dos líderes cruzados, Roberto, que era um vassalo de menor rango, escreveu desde uma ótica mais próxima à dos combatentes comuns. Outra fonte contemporânea importante é Nicetas Coniates, um funcionário grego de alto rango que descreveu o saque de Constantinopla de uma perspectiva bizantina em sua História.